# Cercopitec de panxa vermella
El cercopitec de panxa vermella (Cercopithecus erythrogaster) és una espècie de primat catarrí de la família dels cercopitècids. És un animal diürn que viu en zones de selva tropical de Nigèria i Benín.
Normalment és frugívor, però es pot alimentar d'insectes i vegetals. Sol viure en grups petits que contenen quatre o cinc individus, però a vegades s'han observat grups de fins a trenta animals, així com individus que viuen sols. És arborícola, viu en boscos humits i a les zones més humides dels boscos tropicals secs. També pot vagar per matollars secundaris i antics terrenys agrícoles.